# Kunduma
Cândido Pedro Tomás da Silva (Luanda, 13 de janeiro de 1959 — 5 de fevereiro de 2011) pseudônimo Kunduma, foi um escritor, economista e político angolano.

## Biografia
Cândido Pedro Tomás da Silva, conhecido pelo pseudónimo de "Kunduma", é natural de Luanda (Angola). Fez os estudos scundários no Liceu Salvador Correia de Luanda.
Aos 23 anos, licenciou-se em economia pela Universidade Agostinho Neto, tendo feito o mestrado em administração marítima na Universidade Marítima Mundial no Reino da Suécia em 1986, da Organização Marítima Internacional (IMO), com a defesa da tese "Maritime Transportation State Control". 
Foi Chefe do Sub-sector da Marinha Mercante e Portos junto da Comunidade para o Desenvolvimento da África Austral(SADC) e atuou como militante do Movimento Popular para a Libertação de Angola (MPLA) no município de Viana. Também foi membro da Associação dos Economistas Angolanos.
Foi membro da União dos Escritores Angolanos. Kunduma era uma das revelações de poetas angolanos, tendo-se destacado entre a nova geração de escritores e provando a firmeza e qualidade dos escritos da nova geração. A sua morte representou um grande vazio no mosaico cultural angolano e fundamentalmente, tendo em conta o processo de renovação que vem decorrendo no mundo das letras no país com a entrada em cena de jovens com muito talento, que deram a literatura angolana uma perspectiva mais virada para o questionamento do ser do angolano”, reafirmou o responsável.

## Obra
A sua obra reflete muito as história contadas pelos país e mais velhos na sua adolescência sobre os problemas sociais, rituais da sanzala e outros assuntos ocorridos no interior de Angola, passados de boca a boca pelo seus kotas e amigos da banda. Kunduma escreveu três obras literáias do estilo prosa(romance), no momento de seu passamento fisico escreviu o seu primeiro conto intitulado, "O mundo da Bela" ficando em estante para publicação, desta forma as obras publicadas são as seguintes:
- É Mentira (1997)
- Aconteceu (2001)
- Calamidade (2003)